# Ludwig Dill (Dichterjurist)
Ludwig Dill, auch Louis Dill (* 31. März 1812 in Karlsruhe; † 28. November 1887 in Durlach) war ein deutscher Verwaltungsjurist und Amtsrichter, der als Dichterjurist und Komponist bekannt wurde.

## Leben
Ludwig Dill besuchte das Gymnasium in Karlsruhe und wollte eigentlich Musiker werden. Sein Vater bewog ihn zum Studium der Rechtswissenschaften, die er ab 1831 an den Universitäten Heidelberg und Freiburg im Breisgau bis 1836 studierte. In Heidelberg wurde er Mitglied des Corps Suevia Heidelberg. 1843 wurde Dill in den badischen Verwaltungsdienst als Amtsassessor beim Bezirksamt Schopfheim übernommen und 1845 nach Gernsbach versetzt, wo er 1848 zum Amtmann befördert wurde. 1849 wurde er im Zuge der Badischen Revolution von der Provisorischen Regierung gemeinsam mit anderen Beamten in Rastatt gefangen gesetzt. Nach Ende der Revolutionszeit wurde er nach Gengenbach versetzt und 1852 nach Eppingen. 1856 wurde er Amtsrichter am Amtsgericht Durlach, wo er 1862 nach dem Tod seines Vaters seinen Abschied nahm und nach Stuttgart übersiedelte. In Stuttgart ging er in seinen schriftstellerischen wie musikalischen Neigungen auf und wurde Mitglied des literarischen Vereins Bergwerk, in dem beispielsweise auch Wilhelm Raabe Mitglied war. Nach dem Tod seiner Frau 1873 zog er sich wieder in sein Durlacher Haus zurück.
Der Maler Ludwig Dill war sein Sohn und eines von drei Kindern.

## Kompositionen
- Er schrieb 70 Sonaten, von denen 16 im Notendruck veröffentlicht wurden

## Schriften
- Gedichte, 1863
- Welt und Traum, 1869
- Paul und Therese
- Vaterländische Gedichte (erlebten vier Auflagen)
- Bunte Blätter
- Humor und Satyre